# انبون
انبون (به فرانسوی: Hennebont) یک کمون در فرانسه است که در canton of Hennebont واقع شده‌است.

## خصوصیات
انبون ۱۸٫۵۷ کیلومترمربع مساحت و ۱۳٬۴۱۲ نفر جمعیت دارد و ۵ متر بالاتر از سطح دریا واقع شده‌است.

## خواهرخوانده
شهرهای کروناخ، Mumbles، Mourdiah و حلحول خواهرخوانده‌های انبون هستند.